# Falkenstein (Sajonia)
Falkenstein (pronunciación en alemán: /ˈfalkn̩ˌʃtaɪ̯n/ⓘ) es un municipio situado en el distrito de Vogtland, en el estado federado de Sajonia (Alemania), a una altitud de 600 metros. Su población a finales de 2016 era de unos 8200 habitantes y su densidad poblacional, 270 hab/km².